# Peter Crolla
Peter Crolla es un ingeniero británico de Fórmula 1. Actualmente es el director de operaciones en pista del equipo Haas F1 Team.

## Carrera
Crolla comenzó su carrera automovilística en 2004 como ingeniero de datos del equipo Team Dynamics, que competía en el Campeonato Británico de Turismos. Después de un año en el equipo, se mudó a Fortec Motorsport, que compitió en la Fórmula 3 Británica, donde fue ingeniero de carreras durante dos años y luego se convirtió en director del equipo de 2007 a 2010. En 2011 regresó a Team Dynamics como director de equipo. Permaneció allí durante tres años, hasta que Crolla se unió a McLaren Racing como líder del equipo de garaje. En busca de un nuevo desafío, Crolla se unió al incipiente equipo Haas F1 Team como coordinador del equipo de carrera. Se convirtió en director del equipo en septiembre de 2017 y ahora es el director de operaciones del equipo de carreras, supervisando las operaciones del garaje, así como la gobernanza deportiva y actuando de enlace en asuntos deportivos con Michael Masi y la FIA.